# Iherings miersluiper
Iherings miersluiper (Myrmotherula iheringi) is een zangvogel uit de familie Thamnophilidae (miervogels). Deze vogel is genoemd naar de Duits-Braziliaanse zoöloog Hermann von Ihering (1850-1930).

## Verspreiding en leefgebied
Deze soort komt voor in het westelijke en centrale Amazonegebied en telt drie ondersoorten:
- M. i. heteroptera: zuidoostelijk Peru, amazonisch zuidwestelijk Brazilië en noordwestelijk Bolivia.
- M. i. iheringi: amazonisch zuidelijk-centraal Brazilië.
- M. i. oreni: westelijk Brazilië (Acre) en noordwestelijk Bolivia (Pando).

## Status
De grootte van de populatie is niet gekwantificeerd maar de soort wordt omschreven als schaars. Op de Rode lijst van de IUCN heeft deze soort de status niet bedreigd.